# Kawungluwuk (Sukaresmi)
Kawungluwuk is een bestuurslaag in het regentschap Cianjur van de provincie West-Java, Indonesië. Kawungluwuk telt 8632 inwoners (volkstelling 2010).